# Садой (село)
Садой (чечен. Сада, Садуо) — село в Веденском районе Чеченской Республики. Входит в состав Макажойского сельского поселения.

## География
Село расположено на левом берегу реки Ансалта, в 68 км к югу от районного центра Ведено.
Ближайшие населённые пункты: на севере — село Тунжи-Аул, на юго-востоке — село Шодрода, на востоке — село Ансалта, на западе — село Хиндой.
В Садое сохранились названия поселений и отсёлков: Пхета (чечен. Пхьетӏа — на поселении) — древняя часть аула Садуой, Ховрийн овл, Тунжайн овл, Хасен овл, Виттайн овл и др..

## Население
В 1890 году селение Садой состояло из 56 дворов в которых проживало 359 человек (174 мужчин и 185 женщин), население — чеченцы.
| 2002 | 2010 |
| ---- | ---- |
| 0    | →0   |

## Памятники архитектуры
В XIX веке в ауле находились боевые башни.